# 澳門盛世酒店

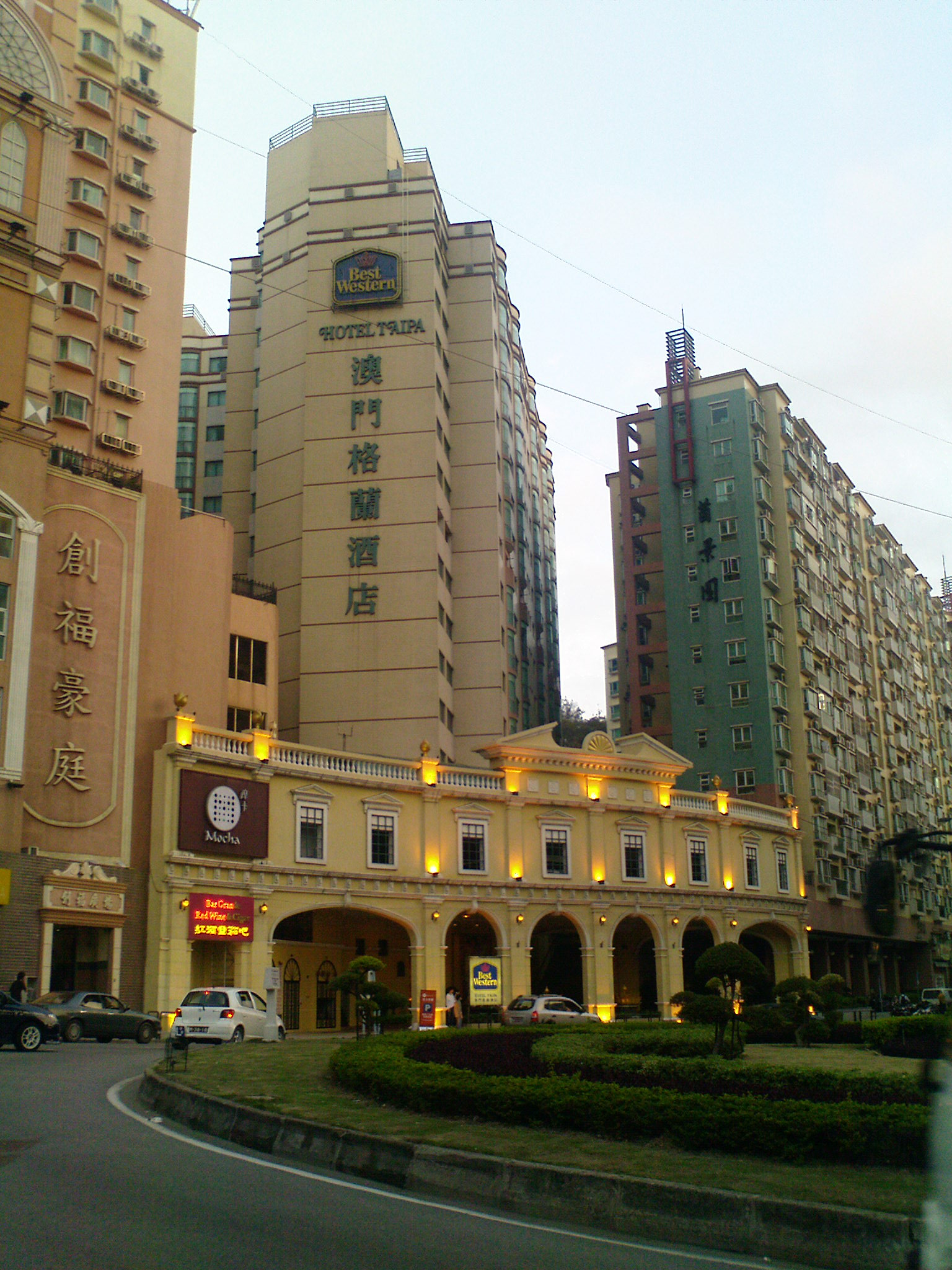
格蘭酒店時期

盛世酒店（英語：Inn Hotel Macau）是位於澳門氹仔市區的具有南歐葡萄牙風情的主題酒店，17層高，落成時有261間客房、48個車位及4層商場，總樓面約25萬方呎。

## 介紹
盛世酒店前身為格蘭酒店（英語：Hotel Taipa），酒店當時由招商局置業興建，並於2005年1月以2.42億元售予華大地產，平均呎價968元，其後於2005年2月18日開業，由華美達酒店負責經營。華大地產於2013年12月將酒店以9億港元售予英皇娛樂酒店有限公司，其後於2014年交予新昌管理集團作翻新、加建及改建並易名為澳門盛世酒店。
酒店原設有兩個提供私人宴會及會議服務的功能廳“花蘆”及“波爾圖”，並設有摩卡角子機娛樂場提供136台角子老虎機，現已關閉及改建為客房。酒店設有免費穿梭巴士往返英皇娛樂酒店，並於英皇娛樂酒店轉乘至其他地點。
此外，酒店亦設有一個室外游泳池，計劃於2016年重新開放。

## 附近
盛世酒店毗鄰氹仔舊城區，鄰近澳門八景之一 - 龍環葡韻住宅式博物館、氹仔官也街、地堡街、嘉模聖母堂、澳門賽馬會氹仔馬場以及金光大道度假中心。

## 外部連結
澳門盛世酒店